# 中広町
中広町（なかひろまち）とは、広島市西区の町名。現行行政地名として中広町一丁目から三丁目が置かれている。郵便番号733-0012（広島西郵便局管区）。住居表示実施済み。

## 地理
太田川放水路と天満川にはさまれている。北は横川新町と隣接。西は太田川放水路をはさみ山手町（西区）、東は天満川をはさみ広瀬町・広瀬北町（中区）、南は天満町と隣接する。山手町との間には山手橋が、広瀬町・広瀬北町との間には中広大橋が架かっている。

## 交通

### 鉄道
JR、広島電鉄市内線とも、町内は通っていない。
ただし、3丁目はJR・広電横川駅へ、2丁目は広電寺町電停へ、それぞれ徒歩5～10分圏内である。1丁目は広電十日市町電停が最寄となるが、徒歩15～20分圏である。

### 路線バス
中広町から広島市中心部に向かうバス路線は、広島高速4号線の開通を期に大きく様変わりした。
高速4号線開通前は、横川駅を起点に広島市道駅前観音線（中広通り）を南下して上天満町、十日市町を経由して紙屋町、市役所前方面へ向かう広島電鉄7号線が多数運行されていたが、高速4号線の開通を機に西風新都方面から4号線を降りて中広通りを北上し横川駅前を経由、若しくは城南通りを経由して広島バスセンターに向かう郊外路線が主となった。同時に7号線の多くが紙屋町止りとなり、横川・中広方面へ向かう便が大きく減った。
この変更の結果、郊外路線バスの通らない1丁目は、市内中心部に直通する公共交通機関が激減し、利便性が著しく低下した。また、2・3丁目においても、中広町から紙屋町までの所要時間は若干短縮されたが、大手町方面へはバスセンターから相生通りに出てバスまたは路面電車に乗り換えなくてはならない場合がほとんどとなり（一部郊外バスが市役所前まで運行される）、逆に所要時間が延びることとなった。
- 60,62,64（広電バス[3]）
  - （西風新都方面 広島高速4号線経由） - 中広町 - （広島バスセンター・紙屋町方面）
  - 60 広島修道大学・藤の木団地・五月が丘方面発着
  - 62 花の季台・こころ団地方面発着
  - 64 市立大学前・くすの木台方面発着
- 61,63,65（広電バス）（広島バスセンター方面は中広2丁目にも停車）
  - （西風新都方面 高速4号線経由） - 中広3丁目 - 中広中学校前 - （横川新町 - 横川駅前 - 広島バスセンター）
  - 61 広島修道大学・五月が丘・免許センター・ジアウトレット広島・そらの北方面発着
  - 63 市立大学前・花の季台・こころ団地方面発着
  - 65 市立大学前・安佐動物公園・あさひが丘方面発着
- 8（広電バス）
  - （観音マリーナホップ・天満町方面） - 中広1丁目 - 中広2丁目 - 中広3丁目 - 中広中学校前 - （横川新町 - 横川駅前）
- 7（広電バス） 平日朝の1往復のみ
  - （向洋新町・市役所前・本通り） - 中広1丁目 - 中広2丁目 - 中広3丁目 - 中広中学校前 - （横川新町 - 横川駅前）

### 道路
- 広島高速4号線（広島西風新都線）
  - （西風新都方面 - 沼田出入口 - 西風トンネル） - 広島西大橋 - 中広出入口 - 中広町2丁目21番交差点
- 広島市道中広宇品線（城南通り）
  - 中広町2丁目21番交差点 - 中広大橋 - （寺町・広島城南方面）
- 広島市道駅前観音線（中広通り）
  - （国道2号 広島スタジアム入口交差点・観音町方面） - 中広町2丁目21番交差点 - （横川駅・城北駅北方面）
- 山手橋
  - 山手町方面

## 施設
- 広島市立中広中学校
- フマキラー広島支社（前身の大下回春堂創業地である）

### 現存しない施設
- スーパー
  - サンプラザ 2006年夏閉店
- 飲食店
  - 天下一品

## 人口・世帯数
2018年6月末の人口・世帯数は以下の通り。
| 町名         | 人口  | 世帯数 |
| ------------ | ----- | ------ |
| 中広町一丁目 | 1,573 | 900    |
| 中広町二丁目 | 1,624 | 979    |
| 中広町三丁目 | 1,852 | 1,040  |
| 計           | 5,049 | 2,919  |